# (33011) Kurtiscarsch
1997 EH36 (asteroide 33011) é um asteroide da cintura principal. Possui uma excentricidade de 0.17240800 e uma inclinação de 13.74946º.
Este asteroide foi descoberto no dia 4 de março de 1997 por LINEAR em Socorro.